# Habalina
Habalina (408 m) – wzgórze na Pogórzu Rożnowskim, w obrębie wsi Tropie i Piaski-Drużków
Habalina znajduje się na zachodnim krańcu długiego pasma wzgórz, które ciągnie się od Jeziora Czchowskiego poprzez Habalinę, Czubicę, Mogiłę, Styr Północny i Południowy, Olszową, Suchą Górę Zachodnią i Suchą Górę aż do doliny Białej na wschodzie. Północne stoki Habaliny opadają do Jeziora Czchowskiego, południowe do Dunajca. W kierunku zachodnim od szczytu Habaliny ciągnie się jeszcze mający nieco ponad 2 km długości grzbiet, opływany z trzech stron przez Dunajec i Jezioro Czchowskie. Na zachodnim jego krańcu wznosi się nad Jeziorem Czchowskim zamek Tropsztyn.
Północne stoki Habaliny opadają bezpośrednio do wód Jeziora Czchowskiego, są strome i porośnięte lasem, ale jest na nich duża polana z należącym do wsi Piaski Drużków przysiółkiem Trąbki Głębokie. Całkowicie porośnięty lasem jest zachodni i północno-wschodni grzbiet Habaliny. Stoki południowe są bezleśne, zajmują je pola i zabudowania wsi Tropie.